# أنطونيو دي جيل وغونزاغا
أنطونيو دي جيل إي غونزاغا توفي في 24 أغسطس 1768 كان مسؤولًا استعماريًا إسبانيًا شغل منصب الحاكم الملكي لبنما والحاكم الملكي لتشيلي

## حرب أراوكو
إحتفل الحاكم جيل إي غونزاغا بـ برلمان ناسيمينتو مع المابوتشي في افتتح 1764 حيث حاول فرض مخططه لجعلهم يعيشون في المدن وأثار هذا انتفاضة المابوتشي عام 1766 تحت قيادة توكي كورينانكو والتي استمرت حتى توصل أغوستين دي يوريغوي إلى السلام في عام 1774